# 復仇教室
《復仇教室》为山崎烏原作，要龍作畫，由雙葉社出版發行的漫畫作品，是人氣小說《復仇之歌系列》的漫畫化。從2013年11月12日開始連載。

## 概要
愛川廣樹和女友美幸在回家時慘遭毒手，廣樹被迫看著美幸被四名男子強姦。事後他回學校時發現美幸已自殺，自己也被班上同學視為「出賣美幸」的卑鄙小人。一年以後他得知強暴美幸，散布謠言，藉此霸凌他的正是他的同學們。在認識了由奈以後，他決定以「詛咒之班」為劇本，開始對全班復仇。

## 復仇者

### 愛川廣樹
原姓塚本，父母離異後改姓愛川。是一個不良少年，原因是她姐姐在詛咒之班事件時死去，因而影響了他的心靈。然而他交到了美幸這個女朋友，過著快樂的日子。然而他卻遭遇了被人襲擊、女友被人強姦這種事。班上同學沒有一個人關心他，反而全部視他為出賣女友的小人。之後他在火車月台救了想要自殺的由奈。一年以後他和由奈重逢，兩人就讀同一所高中並得知強暴美幸，散布謠言，藉此霸凌他的正是他的同學們。在由奈的幫助下，一個一個向同學們報復。
在因緣下認識了「詛咒之班」的前輩蓮、詩織、亮和健太郎。
由於愛著美幸而無視於由奈的死纏爛打，甚至對由奈的作為感到憤怒。爾後才發現自己已深愛著由奈，因此跑去赤嶺家並和和哉聯手打倒由奈的爸爸，之後兩人逃跑並繼續復仇。
在報仇結束後，和由奈一起躲起來，並和她度過由奈那所剩無幾的日子。

### 裕也
整件事的幕後主謀。首先鎖定了美穗的弟弟廣樹，再指使聖強姦美幸。但她看到廣樹不報仇，於是把美幸的信寄給廣樹使他去報仇。他還迷惑拓海使拓海打著藤澤彩葉的名義亂殺人。最後被詩織殺死。